# James Gill

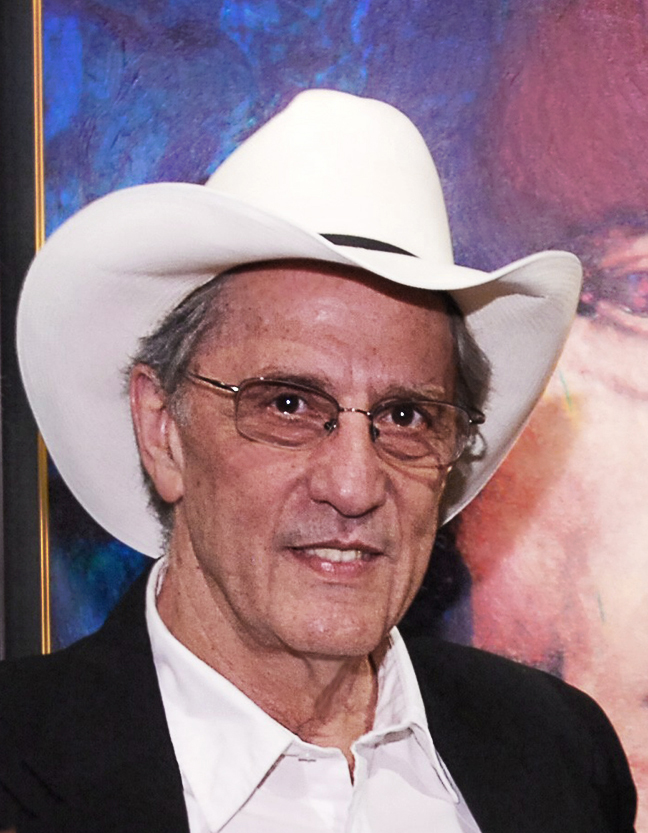
James Gill 2008

James Francis Gill (* 1934 in Tahoka, Lynn County, Texas) ist ein US-amerikanischer Maler der Pop-Art.
Bereits 1962 nahm das New Yorker Museum of Modern Art sein aus drei Tafeln bestehendes Gemälde „Marilyn Triptych“ in seine ständige Sammlung auf. Auf dem Höhepunkt seiner Karriere zog Gill sich dann zurück, um sich erst nach rund 30 Jahren wieder auf der Kunstszene zu zeigen.

## Leben

### Frühwerk
Gill wurde 1934 in Tahoka, Texas, geboren. Er wuchs in San Angelo, Texas, auf. Schon in seiner Kindheit förderte seine Mutter, eine Innenarchitektin, seine künstlerische Begabung. In der High School gründete Gill mit Freunden einen Rodeo-Club, um seinen Traum, Cowboy zu werden, zu verwirklichen. Während seines Wehrdienstes arbeitete Gill als Bauzeichner und entwarf Poster. Zurück in Texas setzte er seine Ausbildung am San Angelo College fort und arbeitete für ein Architekturbüro.
1959 folgte ein Studium in Austin an der Universität von Texas, um später im Bereich Architektur-Design in Odessa zu arbeiten. Dann erst konzentrierte er sich auf seine künstlerische Laufbahn.

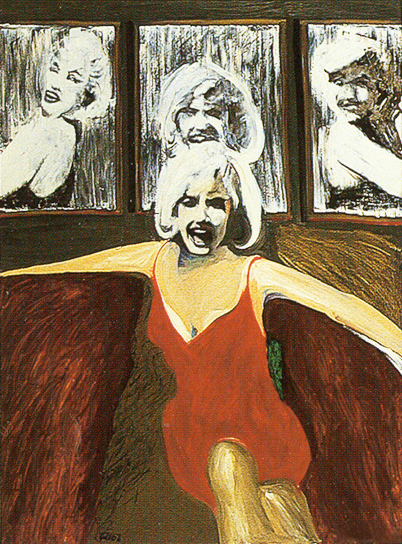
Left part of Marylin Tryptich (1962)

1962 zog er nach Los Angeles um. Im Gepäck zahlreiche Kunstwerke, darunter „Women in Cars“, die er in der Felix Landau Gallery vorstellte. Im November 1962 erreichte Gill internationale Anerkennung, als das Museum of Modern Art in New York – als Schenkung von John de Ménil und Dominique de Ménil – sein dreiteiliges Marilyn-Monroe-Bild „Marilyn Triptych“ in seine Sammlung aufnahm. Seine Zeichnung „Laughing Women in Car and Close-up“ wurde vom Museum of Modern Art zwischen Zeichnungen von Picasso und Odilon Redon gezeigt.
1965 lehrte Gill an der Universität von Idaho Malerei. Seine Werke waren in diesen Jahren oft bedrückend und düster in Farbton und Stimmung. Hauptthema seiner Arbeiten war das gesellschaftliche und politische Zeitgeschehen wie z. B. der Vietnamkrieg. Es entstand eine Serie von Antikriegsbildern, die sich mit zivilen und militärischen Führungspersönlichkeiten auseinandersetzten. Der Schriftsteller William Inge kommentierte: „Gill stellt Personen mit hohem öffentlichem Ruhm dar, die momentan in einer schändlichen Entscheidungslage stecken und dabei sind, ihr politisches oder berufliches Ansehen zu zerstören.“ 

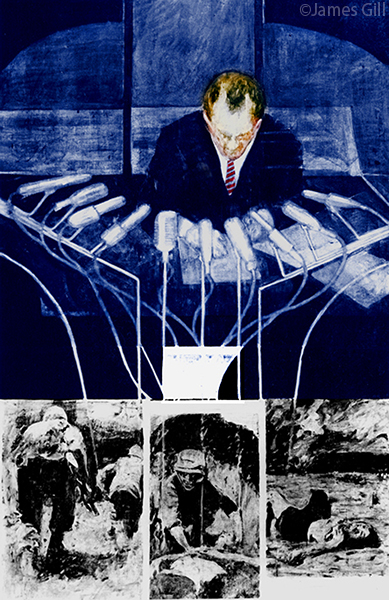
The Machines (1965)

Ein aus dieser Serie entstandenes Antikriegsbild ist das Werk "The Machines". Die Komposition verbindet formal die Medienberichterstattung der Vereinigten Staaten mit den Kampfbedingungen in Vietnam.
Gill erwarb sich als Zeichner einen Ruf für seine Bearbeitung von zeitgenössischen Themen durch fotografisch entstandene Abbildungen. Die Verbindung seiner expressionistischen Technik und seines Graphitstifts ging gegen den damaligen Trend.
Auf seine düsteren Graphitstift-Kompositionen reagierte der Schriftsteller William Inge: „Seine Gemälde halten einen Moment der Wahrheit fest, der von bedauerlicher Schönheit ist und erinnerungswürdig macht.“ Damit geht Gill noch weiter als die oft unpolitische Intension der frühen Pop-Art-Strömungen: Durch die Auseinandersetzung seine Bilder bspw. mit dem Vietnamkrieg gewinnen seine Werke eine zusätzliche gesellschaftskritische Dimension, die einen viel weiteren Bogen spannt, als die bloße und vordergründig oft nicht beabsichtigte Kritik der Pop-Art an der Konsumgesellschaft.
1967 zeigte die „São Paulo 9 – Environment USA: 1957–1967“ in Brasilien Gills Kunstwerke zusammen mit Künstlern wie Andy Warhol und Edward Hopper. Diese Ausstellung führte zu Gills Durchbruch in der internationalen Welt der Kunst.
Seine Kunstwerke wurden in die Sammlungen bedeutender Museen aufgenommen.
Im gleichen Jahr beauftragte ihn das Time Magazine, den Russen Alexander Solschenizyn zu porträtieren, der gerade aus einem russischen Arbeitslager geflohen war. Gill produzierte das Bild in Form eines vierteiligen Altarbildes. Die Figur verwandelt sich von einem gesichtslosen in einen lächelnden Mann, der seine Freiheit zurückgewonnen hat.
Gill: „Jeder Mensch ist ein politischer Gefangener. Ein Gefangener eines Systems, in das er hineingeboren wurde.“

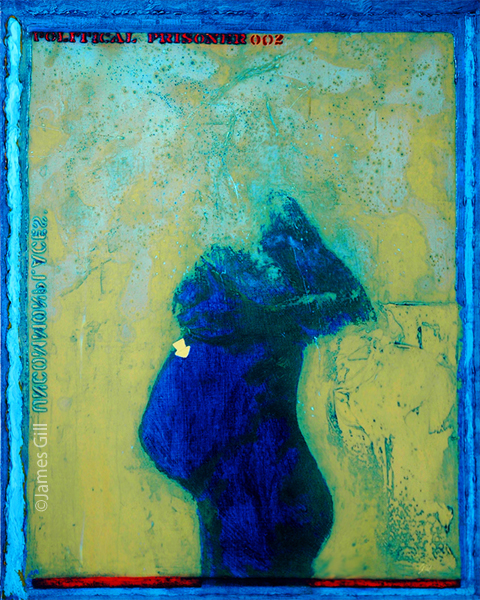
Political Prisoner (1968)

Das Werk hing danach rund fünf Jahre in der Empfangshalle des Time & Life-Gebäudes.
Gills Quellen kamen immer aus der Gegenwart. Seine Anerkennung als Künstler gründete sich nicht nur auf die Porträts berühmter Persönlichkeiten wie John F. Kennedy, Marilyn Monroe und den Beatles, sondern in großem Maße auf seine Werke, die den politischen Machtapparat und den Krieg an sich in Frage stellten. Ein wichtiges Werk aus dieser Zeit ist Political Prisoner. Die Reihe zeigt die Silhouette einer schwangeren Frau. Ihr Körper ist das Symbol für die Langlebigkeit der Menschen und für die Möglichkeit eines neuen Anfangs einer jeden Generation, befreit von den Fehlern der Elterngeneration. Aber gleichzeitig scheint Gill vorzuschlagen, dass schon das ungeborene Leben gefangen ist: Geboren in den Hexenkessel einer atomaren Familie könnte die junge Generation die unglücklichen Erben der Welt werden, die sie nicht selbst formte, aber durch die sie selbst geformt wurde.
1969 lehrte Gill an der Universität von Kalifornien in Irvine.
1970 bot man ihm eine Gastprofessur an der Universität in Oregon in Eugene an.
Jetzt befand sich Gill auf dem Höhepunkt seiner Karriere und war sehr populär in der Pop-Art-Szene. Doch sahen viele Zeitgenossen in seinen Werken einen tiefgründigen und vielschichtigen Sinn, mehr als die Pop Art auszudrücken beabsichtigte. „…Gill ist ein prominenter Künstler der Pop Art, obwohl er zu sehr Maler ist und mit seinen Themen in einer sehr emotional aufgeladenen  Art umgeht, als nur als ein Pop Art Künstler zu gelten…“, schrieb der Los Angeles Times Art Editor Henry J. Seldis in der Ausgabe vom 8. November 1965.

### Rückzug aus der Kunstszene
1972 zog Gill sich überraschend in ein selbst auferlegtes Exil zurück, in der Annahme, eine Art Fernbeziehung mit der Kunstszene aufrechterhalten zu können. Er wollte seine künstlerische Ausdrucksform weiterentwickeln, ohne den Zwängen der materiellen Welt ausgeliefert zu sein.

„In jenen Tagen war ich fix und fertig durch den Ruhm und das Dilemma des ‚Political Prisoners‘. Ich hatte persönliche Probleme und als ich dann Kaliforniens Küste entlang fuhr, war ich von der Schönheit total beeindruckt.“

Nach dem Lehrsemester in Oregon verkaufte er dann sein Haus, zahlreiche Bilder und Zeichnungen, um sich Land und ein Haus in Whale Gulch im kalifornischen Grenzland kaufen zu können.

### Wiederentdeckung

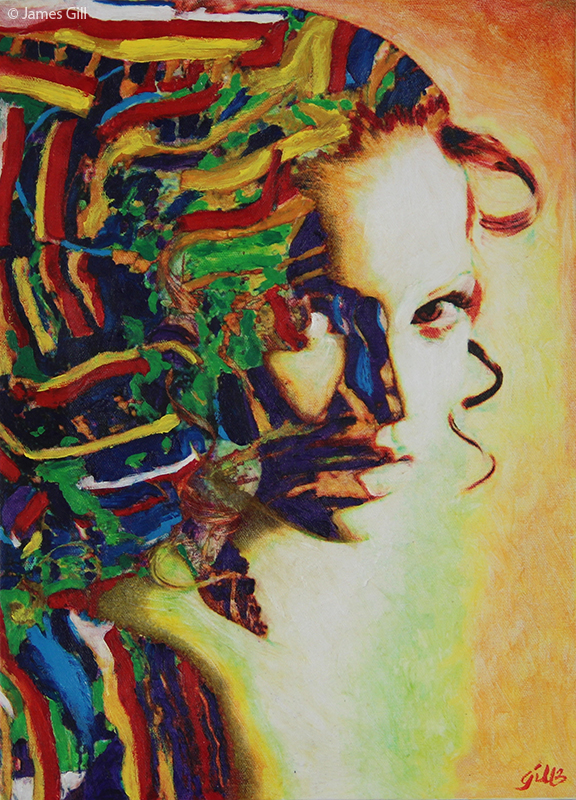
Behind the shadow, restudy (2003)

Parallel zu seiner Tätigkeit als architektonischer Designer in Nord-Kalifornien beginnt James Gill Mitte der 80er Jahre wieder mit der Malerei. Er kehrt nach Texas zurück und entwickelt seine Kunst weiter, ohne damit an die Öffentlichkeit zu gehen.
Sein Leben ändert sich jedoch schlagartig, als ihn ungefähr zehn Jahre später das Kunstmagazin American Art des Smithsonian American Art Museums anruft und um ein Interview bittet. Dies markiert den Beginn seiner Wiederentdeckung, in deren Folge zahlreiche Galeristen und Museen erneut auf ihn aufmerksam werden.
Um 1987 beginnt Gill, mit den Instrumenten des Computerdesigns zu arbeiten und „den Computer und den Printer als Zeichenwerkzeug zu benutzen“.
2005 findet erstmals eine Retrospektive in seiner Heimatstadt San Angelo im Museum of Fine Arts statt.

### Spätwerk

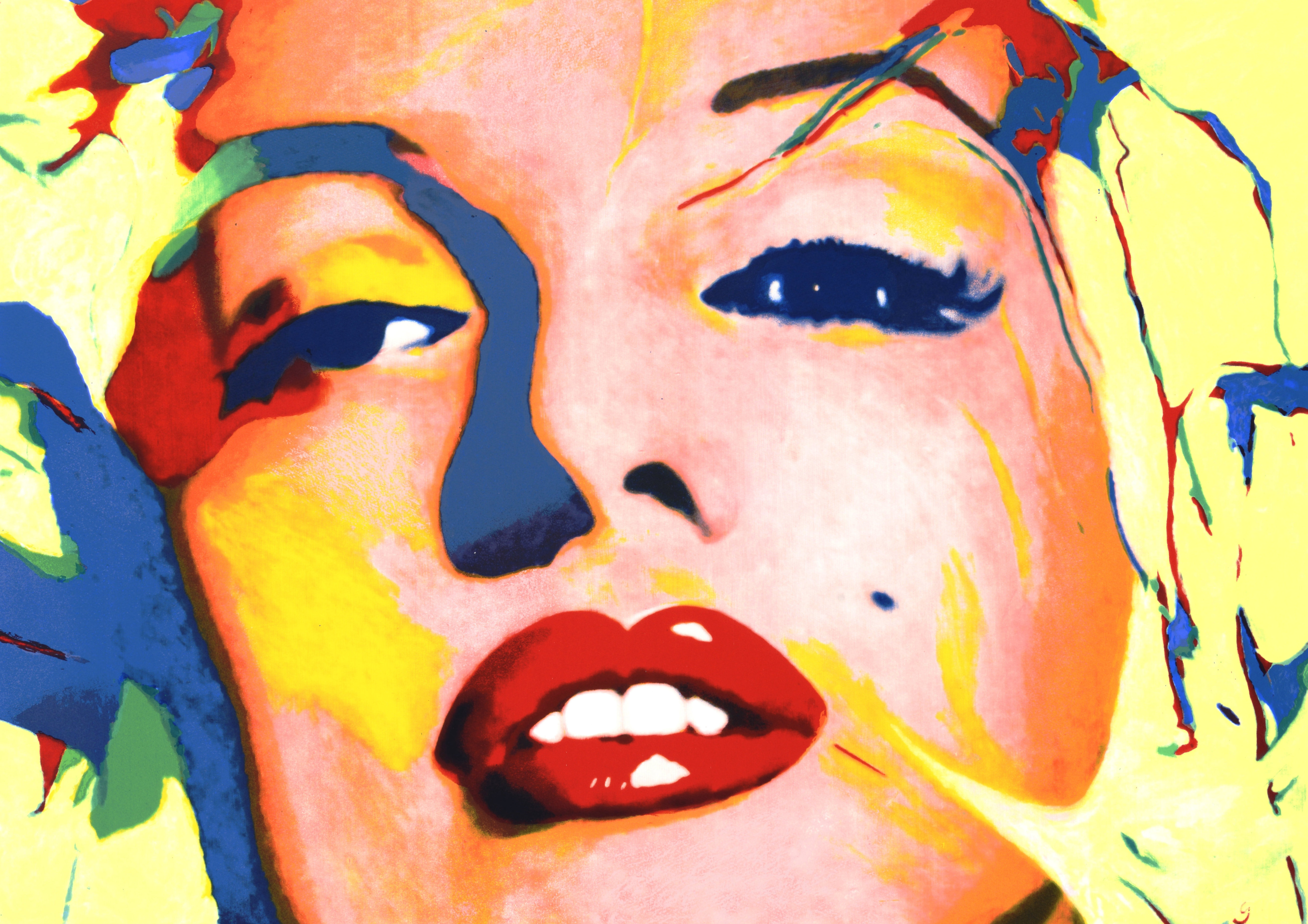
MM a Critique of Mass Iconology – Seriegrafie (2013)

Ab etwa 2010 beginnt Gills späte kreative Phase, in der er sich – im Gegensatz zu den im frühen Werk dominierenden politischen Motiven – wieder verstärkt auf die Darstellung klassischer Pop-Art-Ikonen wie John Wayne, Paul Newman oder Marilyn Monroe konzentriert. So entstehen zahlreiche Werke der US-amerikanischen Filmschauspielerin, die seit seinem frühen Erfolg mit dem Werk Marilyn-Triptych (welches noch vor den Werken von Andy Warhol in die Sammlung des Museum of Modern Art aufgenommen wurde) eine ungebrochene Faszination auf ihn ausübt und den zentralen Dreh- und Angelpunkt seines Spätwerkes ausmacht.
Durch persönliche Bekanntschaften etwa mit Tony Curtis, Kirk Douglas, John Wayne, Jim Morrison, Martin Luther King oder Marlon Brando ist Gill als Künstler Zeitzeuge einer ganzen Generation geworden. Diese Persönlichkeiten prägten auch inhaltlich das Werk Gills, das er durch verschiedene Techniken und Kompositionen zu vermitteln versucht.
Die Kunst von James Gill ist heute ist eine Verschmelzung von Realismus und Abstraktion. Fotos sind weiterhin Grundlage seiner Kunstwerke. Die Bildkomposition seiner Gemälde legt er nun im Computer fest und arbeitet dabei bewusst mit Montageeffekten, die er als „Metamage“ oder „Mixed Media“ bezeichnet.

## Einzelausstellungen (Auswahl)
- 1962/1964/1966:  Alan Gallery, New York
- 1963/1965/1967:  Landau Gallery, Los Angeles
- 1964: Galeria George Lester, Rom
- 1966: Crocker Gallery, Sacramento
- 1970: Civic Center, Topanga
- 2005: San Angelo Museum of Fine Arts, San Angelo
- 2012: L.A. Raw, Pasadena Art Museum, Pasadena
- 2013: art Karlsruhe
- 2014: ART Innsbruck
- 2015: Art Southampton, New York
- 2016: Busan Biennale, Südkorea
- 2018: Galerie Loeffel, Basel
- 2017: Museum of the Southwest, Midland (Texas)
- 2017: Galerie Bilder Fuchs, Fulda
- 2017: MAC Museum Art & Cars, Singen (Hohentwiel)
- 2019: Galerie Art Affair, Regensburg
- 2019: Galerie Baumgartl, München
- 2019: Washington Green Fine Art, Ausstellungen in London, Bath, Birmingham, Chester, Manchester, Leeds, Glasgow
- 2019: Galerie Wild, Zürich
- 2020: BEGE Galerien, Ulm

## Werke in öffentlichen Sammlungen
- Marilyn Triptych (1962), Museum of Modern Art, New York
- Nude on a Red Sofa (1962), Smithsonian American Art Museum, Washington, D.C.
- Woman in Striped Dress (1962), Museum of Modern Art, New York
- Standing Nude with Open Robe (1962), San Angelo Museum of Fine Arts, San Angelo, Texas
- Woman Entering a Car (1962), UCI Institute and Museum of California Art (IMCA), Irvine, Kalifornien
- Woman in Brown Car #1, Bronze (1963), Whitney Museum of American Art, New York
- Self Portrait (1963), UCI Institute and Museum of California Art (IMCA), Irvine, Kalifornien
- Green General (ca. 1963–1965), UCI Institute and Museum of California Art (IMCA), Irvine, Kalifornien
- Multiple Image Nude on a Blue Pillow (1964), Whitney Museum of American Art, New York
- Laughing Woman and Close-Up (1964), Museum of Modern Art, New York
- Nude on Chaise (1964), San Angelo Museum of Fine Arts, San Angelo, Texas
- Man in Striped Tie (1964), UCI Institute and Museum of California Art (IMCA), Irvine, Kalifornien
- Paul Wonner in his Studio (1965), Smithsonian American Art Museum, Washington, D.C.
- It is easier to fight for one's principles than to live up to them (1966), Smithsonian American Art Museum, Washington, D.C.
- Woman in Car and Close-up (1965), Berkeley Art Museum, University of California, Berkeley, Kalifornien
- Standing Nude with Dog (1965), Stanford University Center for Visual Arts, Stanford, Kalifornien
- Pregnant Woman (1966), San Angelo Museum of Fine Arts, San Angelo, Texas
- Pope and Bomb (1967), San Angelo Museum of Fine Arts, San Angelo, Texas
- John Wayne Diptych (1967), Art Institute of Chicago, Chicago, Illinois
- Succubus D (1968), Museum Moderner Kunst Stiftung Ludwig, Wien
- Aleksandr Solzhenitsyn (1968), National Portrait Gallery, Washington, D.C.
- Sincerely Disturbed (1967), National Museum of the United States Navy, Washington, D.C.
- Art in America "Turbo" (1987), UCI Institute and Museum of California Art (IMCA), Irvine, Kalifornien
- Brush Stroke Painting 21 (2001), Boca Raton Museum of Art, Boca Raton, Florida
- No Peace, No Security Yet (2016), Serigraphie, University of Texas of the Permian Basin, Odessa, Texas
- Uncommon Places: Locked Lips (2016), Serigraphie, University of Texas of the Permian Basin, Odessa, Texas
- The Release Happening (2016), Serigraphie, University of Texas of the Permian Basin, Odessa, Texas
- John (2016), Serigraphie, MAC – Museum Art & Cars, Singen
- Marilyn Ecstasy (2016), Serigraphie, MAC  – Museum Art & Cars, Singen
- Woman with Red Dress and Blue Car (2020), Serigraphie, Biblioteca Nazionale Marciana, Venedig
- Woman in Blue Car (2020), Serigraphie, Biblioteca Nazionale Marciana, Venedig
- Man Leaving Car (2020), Serigraphie, Biblioteca Nazionale Marciana, Venedig
- Man in Car (2020), Serigraphie, Biblioteca Nazionale Marciana, Venedig
- Woman in Red Car (2020), Serigraphie, Biblioteca Nazionale Marciana, Venedig
- Woman Leaving Red Car (2020), Serigraphie, Biblioteca Nazionale Marciana, Venedig
- Woman in Blue Dress (2020), Serigraphie, Biblioteca Nazionale Marciana, Venedig

## Ehrungen und Auszeichnungen
- Art fellowship, University of Texas, 1959.
- Awarded Purchase Prize, Sixty-seventh Annual American Exhibition, The Art Institute of Chicago, 1964.
- Special Purchase, Whitney Museum of American Art, New York City
- New Aquisitions Museum of Modern Art, New York City, 1965.
- Art Across America, mit Knoedler and Company, New York an Tour, San Francisco Art Institute Annual, 1965.
- The Painter and the Photograph, Rose Art Museum, Brandels University and Tour, J.B. Speed Museum, Louisville, Kentucky, 1965.
- Recent Drawing Acquisitions, Museum of Modern Art, New York 1966, Ein großes Farbgemälde Laughing Woman in Car, über zwei Jahre ausgestellt in New drawing room  des Museums zwischen einem Werk des spanischen Malers Pablo Picasso und einem von Odilon Redon
- Jährliche Ausstellung, Whitney Museum of Modern Art, New York 1967.
- Great Ideas Serie der Container Corporation of America und Time Magazine, ist jetzt ausgestellt im Smithsonian National Museum of Fine Art
- Young California: Painting in the 1960’s Tampa Bay Art Center and Tour, 1968.
- The new Vein, National Collection of Fine Arts Touring Exhibition, 1968, Europa 1969.
- Aufgenommen im Who’s Who in America; Who’s Who in American Art